# Pteraspidomorphi
Gli pteraspidomorfi (Pteraspidomorphi) sono un gruppo di vertebrati senza mascelle, conosciuti solo allo stato fossile. I loro resti sono stati rinvenuti in strati che vanno dall'Ordoviciano inferiore al Devoniano superiore (da 470 a 370 milioni di anni).

## "Girini" corazzati
La caratteristica principale di questi primitivi "pesci" era una corazza dermica, che copriva tutta la testa. Gli pteraspidomorfi erano sprovvisti di pinne, a parte una posta in fondo alla coda scagliosa. La loro armatura, che comprende in tutti i generi conosciuti grandi placche dorsali e ventrali, è di solito di forma allungata, e questo conferisce agli pteraspidomorfi l'aspetto di girini. Questi pesci sono stati spesso ritenuti parenti prossimi dei vertebrati con mascelle (gnatostomi), ma recenti ricerche hanno dimostrato che le caratteristiche degli pteraspidomorfi sono primitive. Ora si pensa che sia stato l'altro grande gruppo di pesci senza mascelle, i cefalaspidomorfi, a dare origine agli gnatostomi.
La maggior parte degli pteraspidomorfi era marina, ma viveva nei pressi delle coste, in lagune o delta. Si ritiene però che alcuni gruppi abitassero fiumi e laghi. Questi animali erano di certo abitatori dei fondali, come è anche dimostrato da tracce di abrasioni sulla superficie ventrale delle loro corazze.

## Caratteristiche
Gli pteraspidomorfi si dividono in quattro gruppi: Arandaspida, Astraspida, Eriptychiida e Heterostraci. Le placche dermiche di ognuno di questi gruppi sono formate da una sostanza ossea priva di cellule (aspidina), ma si pensa che questa fosse una condizione dell'osso dermico di tutti i primi vertebrati. Gli pteraspidomorfi erano privi di un endoscheletro calcificato, tranne gli eriptichidi e forse gli arandaspidi, che mostrano tracce di cartilagine calcificata. Di solito questi pesci possedevano un corpo fusiforme, con una corazza cefalica lunga quanto il corpo, e possedevano una sola pinna, quella caudale. La bocca è equipaggiata con lunghe placche dermiche che potevano espandersi quando la bocca era aperta. La superficie interna delle placche mostra impronte di branchie, del cervello, di due canali semicircolari e di capsule nasali appaiate. Queste sembrerebbero aprirsi ventralmente in un dotto mediano, simile a quello delle attuali missine. Gli pteraspidomorfi sono considerati vertebrati a tutti gli effetti perché alcuni loro fossili mostrano chiaramente impronte di arcualia (componenti dorsali delle vertebre) e perché possedevano un sistema sensorio ben sviluppato.

## Evoluzione e parentele
Dapprima ritenuti essere parenti primitivi dei pesci ossei, gli pteraspidomorfi sono poi stati avvicinati agli squali, alle missine e infine considerati antenati degli gnatostomi. Questa ipotesi si basava sul fatto che gli pteraspidomorfi possedessero organi olfattivi appaiati, come negli gnatostomi. In realtà questa struttura è presente anche in altri gruppi di pesci senza mascelle (ostracodermi), come i galeaspidi, e forse è ancestrale a tutti i vertebrati. Attualmente, sulla base di ulteriori ricerche, gli pteraspidomorfi sono posti come il sister group di tutti gli altri vertebrati, compresi gli altri gruppi di ostracodermi.
Le relazioni filogenetiche all'interno del gruppo sono ancora poco studiate. I primi ad apparire nella documentazione fossile sono gli arandaspidi, nell'Ordoviciano inferiore. Di poco posteriori sono i nordamericani astraspidi ed eriptichidi. Gli eterostraci sono l'ultimo gruppo ad apparire, nel Siluriano. Gli astraspidi e gli eterostraci sembrano possedere caratteristiche in comune quali la posizione dorsolaterale delle aperture branchiali, mentre i poco conosciuti eriptichidi sembrerebbero condividere con gli eterostraci lo stesso tipo di dentina nei tubercoli.